# Имелда Шименес Бело
Имелда Фелисита Шименес Бело (порт. Imelda Felicyta Ximenes Belo; Баукау, 24. август 1998) источнотиморска је пливачица и олимпијка чија ужа специјалност су спринтерске трке слободним стилом. Вишеструка је национална првакиња и рекордерка. Носила је заставу своје земље на свечаној церемонији отварања ЛОИ 2020. у Токију.

## Спортска каријера
Шименезова је почела са интензивнијим пливачким тренинзима као 14-годишња тинејџерка учествујући на пливачком кампу које је тадашња ФИНА организовала на базену локалног хотела у Баукауу, у склопу програма промоције и развоја пливања. Када није била у могућности да користи хотелски базен тренирала је на рекама и у мору.
На међународној пливачкој сцени је дебитовала на светском првенству у Будимпешти 2017, да би годину дана касније постала првом тиморском пливачицом која је наступила на Азијским играма (које су те године одржане у Џакарти). Иасте године уписала је и први наступ на светским првенствима у малим базенима пошто је у кинеском Квангџуу 2018. остварила пласман на 94. место у трци на 100 метара слободним стилом.
Други наступ на светским првенствима у великим базенима остварила је у корејском Квангџуу 2019, где је заузела 95. место у трци на 50 слободно, односно 91. место на дупло дужој деоници.
Дебитантски наступ на Олимпијским играма уписала је у Токију 2020. где је носила заставу своје земље на церемонији отварања, заједно са атлетичарем Фелисбертом де Деусом. У Токију је пливала у квалификацијама трке на 50 слободно заузевши 78. место у конкуренцији 81 такмичарке.
Потом је учествовала и на наредна два светска првенства у малим базенима, у Абу Дабију 2021. и Мелбурну 2022, односно на наредна два светска првенства у великим базенима, у Фукуоки 2023. и Дохи 2024 (91. место у трци на 100 слободно).
Захваљујући специјалној позивници учествовала је и на Олимпијским играма у Паризу исте године.
У Паризу је пливала у квалификацијама трке на 50 метара слободним стилом. Наступила је у другој квалификационој групи где је пливала у стази 7, и са временом од 32,48 секунди заузела је претпоследње место у својој квалификационој групи, односно укупно 71. место у конкуренцији 79 такмичарки.